# 한자산소항
한자산소항은 전라남도 해남군 황산면 한자리에 있는 어항이다. 2008년에 어촌정주어항으로 지정하여 관리하고 있다. 시설관리자는 해남군수이다.

## 어항 시설
- 선착장 170m (한자 70, 산소 100)

## 주요 어종
- 굴, 짱둥어, 장어